# Виталий и Агрикола
Вита́лий и Агри́кола (итал. Santi Vitale e Agricola) — мученики из Болоньи, казнённые в 304 году. День памяти — 4 ноября.

## Предание
По преданию, во времена правления Диоклетиана Агрикола был христианином из Болоньи, который обратил в христианство своего раба Виталия. Они были весьма привязаны друг к другу. Виталий был казнён в амфитеатре. Затем власти стали мучить Агриколу, но он не отрёкся от своей веры, за что был распят.

## Почитание
Сведения о святых Виталии и Агриколе известны из трудов святого Амвросия Медиоланского. В 392 или 393 году Евсевий (Eusebius), епископ Болонский, объявил об обретении мощей святых Виталия и Агриколы на еврейском кладбище Болоньи. В присутствии святого Амвросия они были перезахоронены по христианскому обряду. С тех пор началось широкое почитание этих святых.
Почитание святых начало распространяться по Западной Европе с тех пор, как частицы мощей попечением святого Амвросия были переданы в Милан и Флоренцию. Он перенёс во Флоренцию немного крови, частички креста и ногти, поместив святыни в храм, воздвигнутый женщиной по имени Юлиана. По этому поводу им было составлено моление, восхваляющее девственность, со специальным упоминанием трёх дочерей-дев Юлианы. Его упоминание о мучениках Агриколе и Виталии в этом молении — единственный источник, свидетельствующий о жизни этих двух святых («De exhortatione virginitatis», cc. i-u, in P.L., XVI, 335).
В 396 году иные мощи были посланы святому Виктрицию, епископу Руанскому и примерно в то же время — святому Павлину и другим. Центром почитания оставалась Болонья, где для мощей была построена базилика.
Болонская церковь святых Виталия и Агриколы на арене — часть комплекса из семи церквей, известного как Санто-Стефано, — построена таким образом, чтобы закрыть остатки старого амфитеатра, где были убиты святые Виталий и Агрикола. Крипта двух мучеников датируется XI веком.